# 髙塚大夢
髙塚 大夢（たかつか ひろむ、1999年4月4日 - ）は、日本のアイドル。男性アイドルグループ・INIのメンバー。東京都出身。LAPONEエンタテインメント所属。

## 来歴

### 生い立ち
1999年4月4日生まれ。東京都出身。高校では音楽部に所属し、ボーカルとして学校祭のテーマ曲を歌ったり、大会に出たりとバンド活動を行っていた。
大学は中央大学法学部に進学し、複数のアカペラサークルに所属。

### 2021年
『PRODUCE 101 JAPAN SEASON2』に参加。6月13日に放送された最終回では、国民プロデューサー（視聴者）の投票によって最終順位2位となり、ボーイズグループ「INI」のメンバーとして、11月3日にデビューした。

### 2022年
1月31日から2月3日、JFN系全国38局『SCHOOL OF LOCK!』にて期間限定で開講された「INI LOCKS!」の特別講師を担当した。春より5週目担当講師となった。
9月に中央大学法学部を卒業「これからはINI一筋で頑張ります」と報告した。
10月、TBS系火曜ドラマ『君の花になる』に出演。8LOOMのライバルグループ・CHAYNEY（チェイニー）で8LOOMの栄治の幼馴染でもあるユズ役を演じる。

### 2023年
4月からSCHOOL OF LOCK!の毎月レギュラーに昇格し、3週目を担当する講師となった。
9月22日公開のアニメーション映画『ストールンプリンセス:キーウの王女とルスラン』では、主人公のルスラン役の日本語吹替声優を務めた。

### 2025年
2025年1月27日に東京・IMM THEATERで『LAPOSTA 2025 Supported by docomo』内のソロステージ企画「LAPOSTA 2025 SHOW PRODUCED by MEMBERS」を開催。『Echoes.』と題した公演を行った。自身の誕生日となる同年4月4日には同公演で初披露し、自身がプロデュースを手掛けたオリジナル楽曲「Piece」が、INI公式YouTubeチャンネル内のメンバープロデュース企画「INI STUDIO」にて、新たに撮り下ろされたジャケット写真とともに音源が公開された。

## 人物

### 趣味・嗜好
ペットはハムスターの「もなか」。
好きな食べ物はアイス、海老。。
趣味は生き物の飼育。観葉植物(中でもビカクシダ リドレイがお気に入り)。散歩。
特技はボーカル（Rock）、楽器（ギター）、ボイスパーカッション、工作。

## ディスコグラフィ

### ソロ楽曲
- Shout It Out (Japanese Ver.) - 映画『ストールンプリンセス:キーウの王女とルスラン』日本語版挿入歌[17]。
- Piece - 2025年1月27日開催『LAPOSTA 2025 SHOW PRODUCED by TAKATSUKA HIROMU Echoes.』で初披露[18]。音源は未発売である。

### 参加楽曲
PRODUCE 101 JAPAN SEASON2
- Let Me Fly～その未来へ～
- A.I.M (Alive In My Imagination)[19] - B.Q.N名義
- RUNWAY[20]
- One Day[20]

### 作詞
- INI「My Story」(2023年)
- JO1＋INI＋DXTEEN「LOVE ALL STAR」(2024年) - 河野純喜、金城碧海、寺尾香信、平本健と共同作詞[21]
- INI「Dirty Shoes Swag」(2024年) - 田島将吾、Choi Sung Hyuk(NiNE)、Kim Min Gu(NiNE)と共同作詞[22]
- INI「Drip Drop」（2024年）- 許豊凡、Jinli(Full8loom)と共同作詞[23]

## 出演

### テレビドラマ
- 君の花になる（2022年10月18日 - 12月20日、TBS）- CHAYNEY・ユズ 役[8][24]
- 北くんがかわいすぎて手に余るので、3人でシェアすることにしました。（2025年7月1日 - 、関西テレビ・フジテレビ） - 松宮直 役[25]

### ラジオ
- 『SCHOOL OF LOCK!』内「INI LOCKS!」（2022年1月31日 - 2月3日、5月30日 - 6月2日、8月29日 - 、JFN系全国38局）[5][6]
- ガチモン！(2023年12月27日、12月28日、2024年3月20日 - 、NHKラジオ第一)[26]

### 配信
- PRODUCE 101 JAPAN SEASON2（2021年、GYAO!・TBS）

### 吹き替え
- ストールンプリンセス:キーウの王女とルスラン（2023年） - 主人公・ルスラン 役[27]

### イベント
- MTV VMAJ 2022 -THE LIVE-（2022年11月3日、武蔵野の森総合スポーツプラザ・メインアリーナ）[28][29]
- ディズニー・オン・アイス 愛知公演（2025年7月31日、Aichi Sky Expo〈愛知県国際展示場〉ホールA）[30]

## 関連映像

### PRODUCE 101 JAPAN SEASON2
| オンタクト評価   | YOUNG                    | PRODUCE 101 JAPAN            |                                                                                        |
| レベル分け評価   | snow jam                 | Rin音                        | 安積夢大                                                                               |
| レベル分け再評価 | Let me fly〜その未来へ〜 | オリジナル                   | 同番組に出演した練習生のうちオンタクト評価を通過した60人                               |
| グループ評価     | AGEHA                    | GENERATIONS from EXILE TRIBE | 藤本世羅、髙橋航大、テコエ勇聖、福田歩汰、福島零士                                     |
| ポジション評価   | Pretender                | Official髭男dism             | 松本旭平、篠原瑞希、福田歩汰                                                           |
| コンセプト評価   | A.I.M.                   | オリジナル                   | 藤牧京介、福田翔也、栗田航兵、ヴァサイェガ光、村松健太、テコエ勇聖                     |
| デビュー評価     | RUNWAY                   | オリジナル                   | 仲村冬馬、藤牧京介、佐野雄大、阪本航紀、松田迅、池﨑理人、田島将吾、尾崎匠海、中野海帆 |
| デビュー評価     | ONE DAY                  | オリジナル                   | ファイナリスト21人の練習生                                                             |